# Borgia (Italië)
Borgia is een gemeente in de Italiaanse provincie Catanzaro (regio Calabrië) en telt 7269 inwoners (31-12-2004). De oppervlakte bedraagt 42,0 km², de bevolkingsdichtheid is 167,8 inwoners per km².

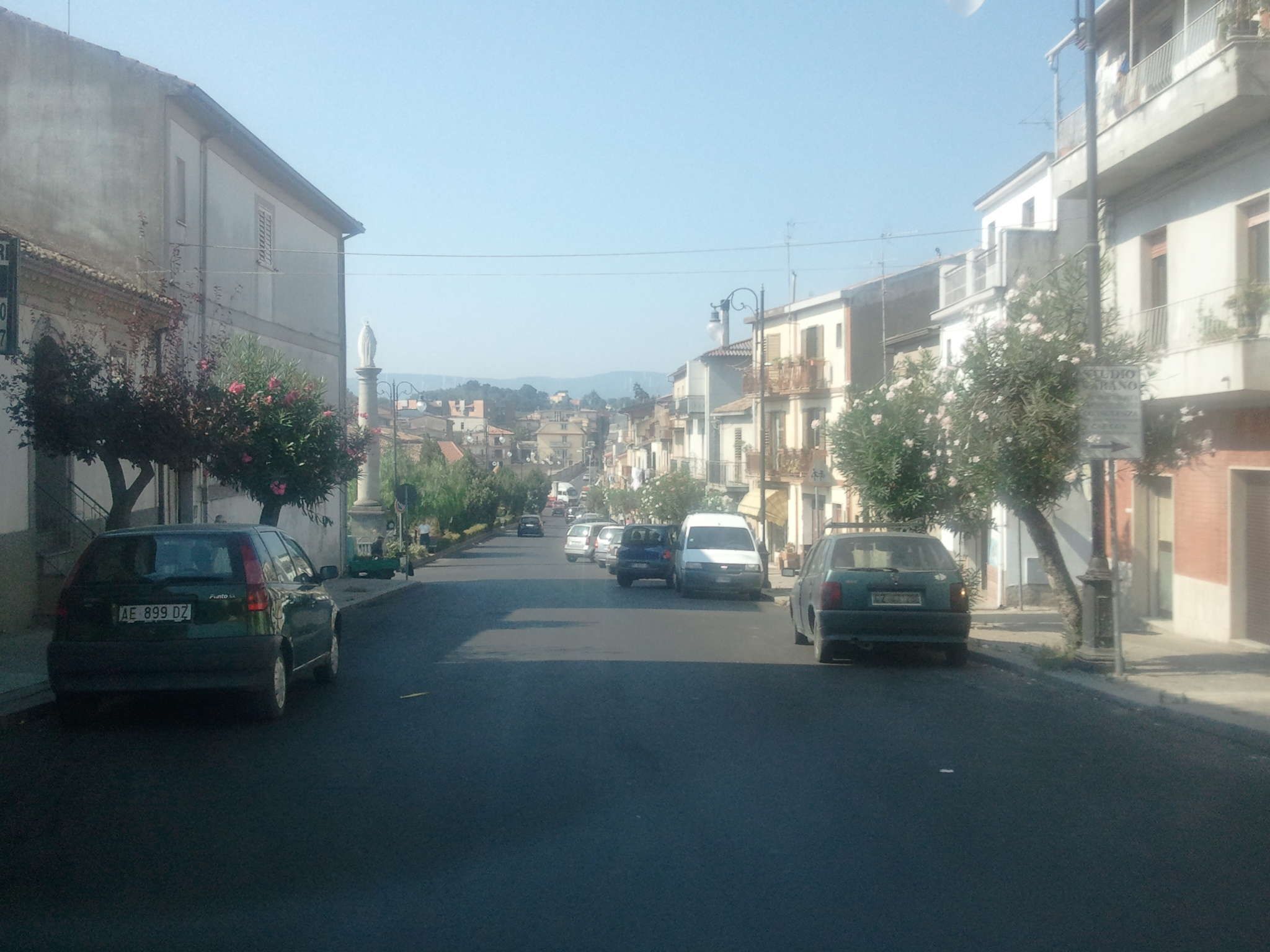
Hoofdstraat
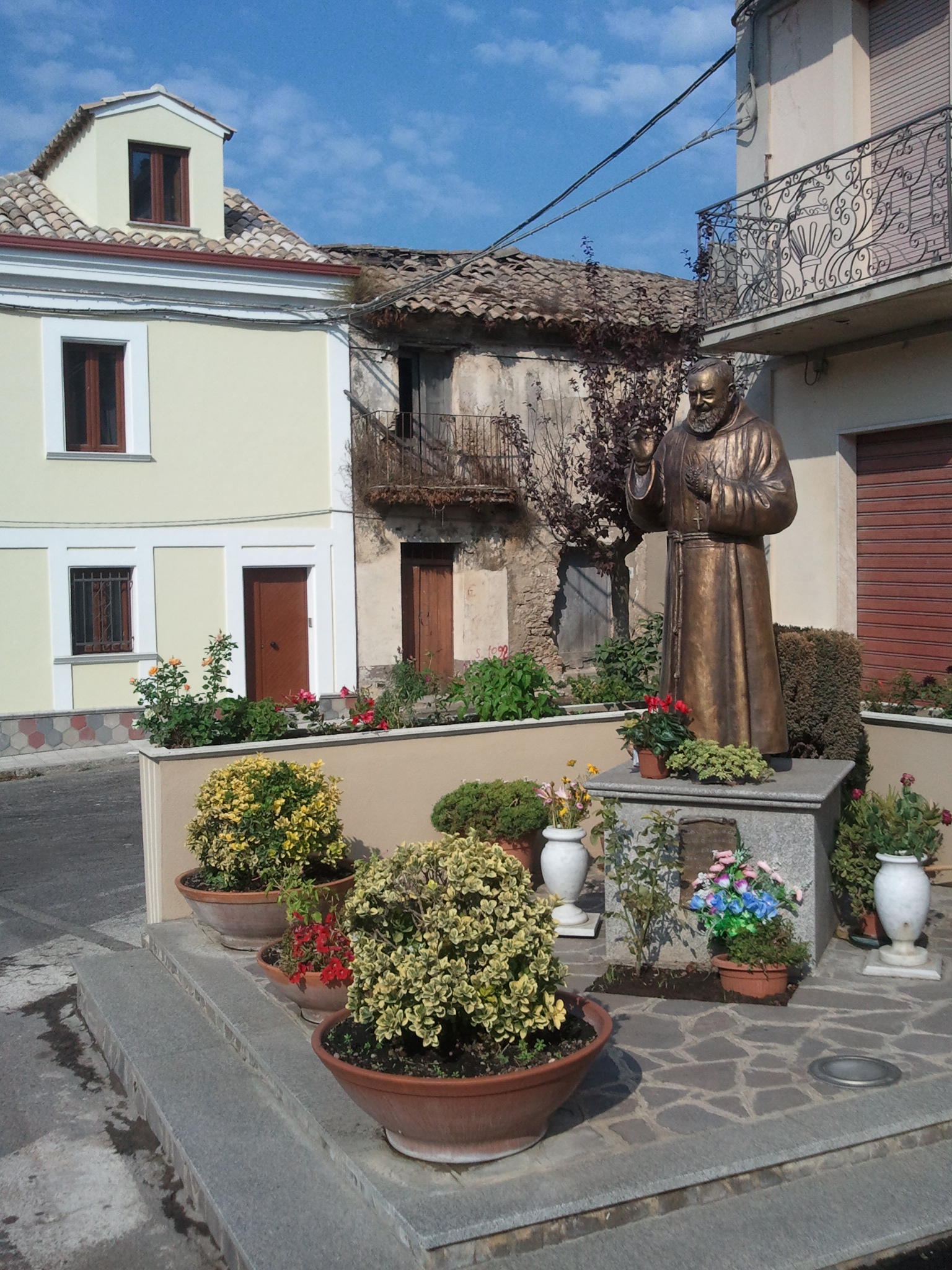
Beschermheilige

## Demografie
Borgia telt ongeveer 2770 huishoudens. Het aantal inwoners steeg in de periode 1991-2001 met 7,3% volgens cijfers uit de tienjaarlijkse volkstellingen van ISTAT.
| Jaar | Inwoneraantal |
| ---- | ------------- |
| 1991 | 6568          |
| 2001 | 7049          |

## Geografie
Borgia grenst aan de volgende gemeenten: Catanzaro, Girifalco, San Floro, Squillace.